# 天狼星之謎
《天狼星之謎》（英語：The Sirius Mystery）是美國作家羅伯特·坦普爾的關於馬里多貢人的著作，出版於1976年。該書提出天狼星的一顆人類肉眼不可見的伴星，來自天狼星系的魚人（Nommo）數千年前曾拜訪地球。 
並且其文明與巴比倫人、阿卡德人、閃米特人之間存在聯繫。然而這一說法未能得到國際主流學術界的承認。
該書認為多貢人作为一个还停留在原始社会阶段的部族，却能够知道如此先进的天文知识，使人匪夷所思。多贡人有一种传说：远古时候，有一种半人半鱼生物乘坐两艘飞船从天狼星来到地球，一艘顺利地着陆，另一艘在着陆瞬间被火焚毁。至今，在多贡人中还保存着一张图画，上面画着他们所信仰的神--半人半鱼的生物，驾驶着一艘拖着火焰的飞船自天而降的场面。这些生物的模样有些像海豚，除了嘴巴之外，还有通气孔。因此许多人都认为多贡人的天文知识是高科技的天狼星人传授的。